# Лойкув
Лойкув (пол. Łojków) — село в Польщі, у гміні Потворув Пшисуського повіту Мазовецького воєводства.
Населення — 104 особи (2011).
У 1975-1998 роках село належало до Радомського воєводства.

## Демографія
Демографічна структура станом на 31 березня 2011 року:
|          | Загалом | Допрацездатний вік | Працездатний вік | Постпрацездатний вік |
| -------- | ------- | ------------------ | ---------------- | -------------------- |
| Чоловіки | 57      | 13                 | 34               | 10                   |
| Жінки    | 47      | 9                  | 25               | 13                   |
| Разом    | 104     | 22                 | 59               | 23                   |